# Октябрський (Комсомольський район)
Октя́брський (рос. Октябрьский) — селище у складі Комсомольського району Хабаровського краю, Росія. Знаходиться у міжселенній території.

## Населення
Населення — 2 особи (2010; 14 у 2002).
Національний склад (станом на 2002 рік):
- росіяни — 65 %